# РТК 3
РТК 3 (на албански: RTK 3, Radio Televizioni i Kosovës 3) е трети обществен телевизионен канал на Косово, който излъчва новинарски емисии и развлекателни предавания на албански език. Притежава се от държавната Радио и телевизия на Косово.

## История
РТК 3 стартира на 14 март 2014 г. като 24-часов новинарски канал. Излъчва също и политически токшоута. Европейският съюз за радио и телевизия подпомага и финансира създаването му, както и на другия обществен канал РТК 4, с който стартират на една дата.